# Gaubald
Gaubald, auch Gawibald, Geupald oder Gaibald (* um 700; † 23. Dezember 761) war der erste Bischof des Bistums Regensburg. Er wird als Seliger verehrt.
Er wurde im Jahr 739 von Bonifatius in Regensburg zum Bischof geweiht. Mit ihm beginnt die offizielle Zählung der Regensburger Bischofsreihe, vor ihm waren Wanderbischöfe in der Region aktiv. Innerhalb seines Bistums unterstand Gaubald als „Eigenherr“ auch das Benediktinerkloster Sankt Emmeram, in dessen Krypta er um 740 die Gebeine Emmerams beisetzen ließ. Gaubald starb der Überlieferung nach am 23. Dezember 761 und liegt am Eingang der Ramwoldkrypta zu St. Emeram begraben.
Über ihn findet man ein Fragment eines Grabgedichts in einer theologischen Sammelschrift aus der 2. Hälfte des 10. Jahrhunderts, das aus der Feder eines Mönchs des Klosters Sankt Emmeram namens Albricus (Albrich) stammt: 

„Cunctis sorte pari dinoscitur hic tumulari

Praesul Geupaldus docmate conspicuus,

Est Emmeramum qui dignus suscipeindum 
(dt. Durch ein allen gleichen Los ist hier, wie man weiß, der im Glauben hervorragende Bischof Gaubald begraben. Er ist derjenige, der würdig war, Emmeram in Empfang zu nehmen.)“

In dem Gedicht wird auf die Translation des Emmeram von seiner ersten Grabstätte, der Kirche St. Georg in Aschheim, nach dem Kloster Sankt Emmeram angespielt.